# Ngingasrembyong
Ngingasrembyong is een bestuurslaag in het regentschap Mojokerto van de provincie Oost-Java, Indonesië. Ngingasrembyong telt 3491 inwoners (volkstelling 2010).